# Mitologia islâmica

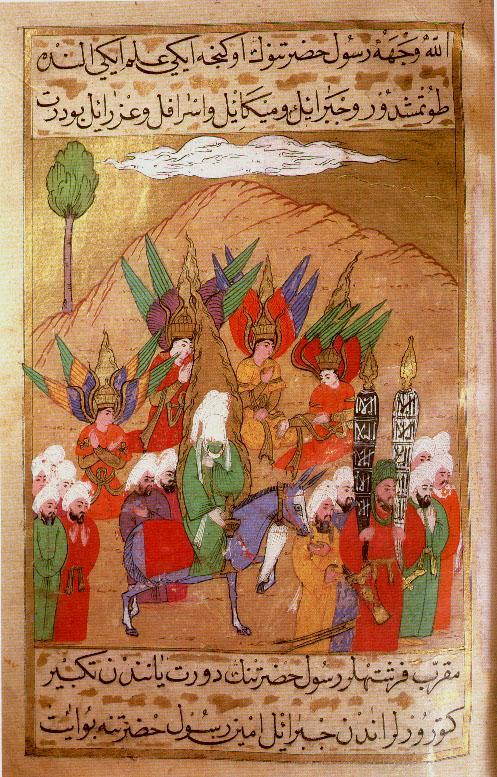
O Profeta e seus companheiros avançam sobre Meca, acompanhados pelos anjos Jibrael, Mikael, Israfil e Izrael. Uma ilustração de Siyer-i Nebi.

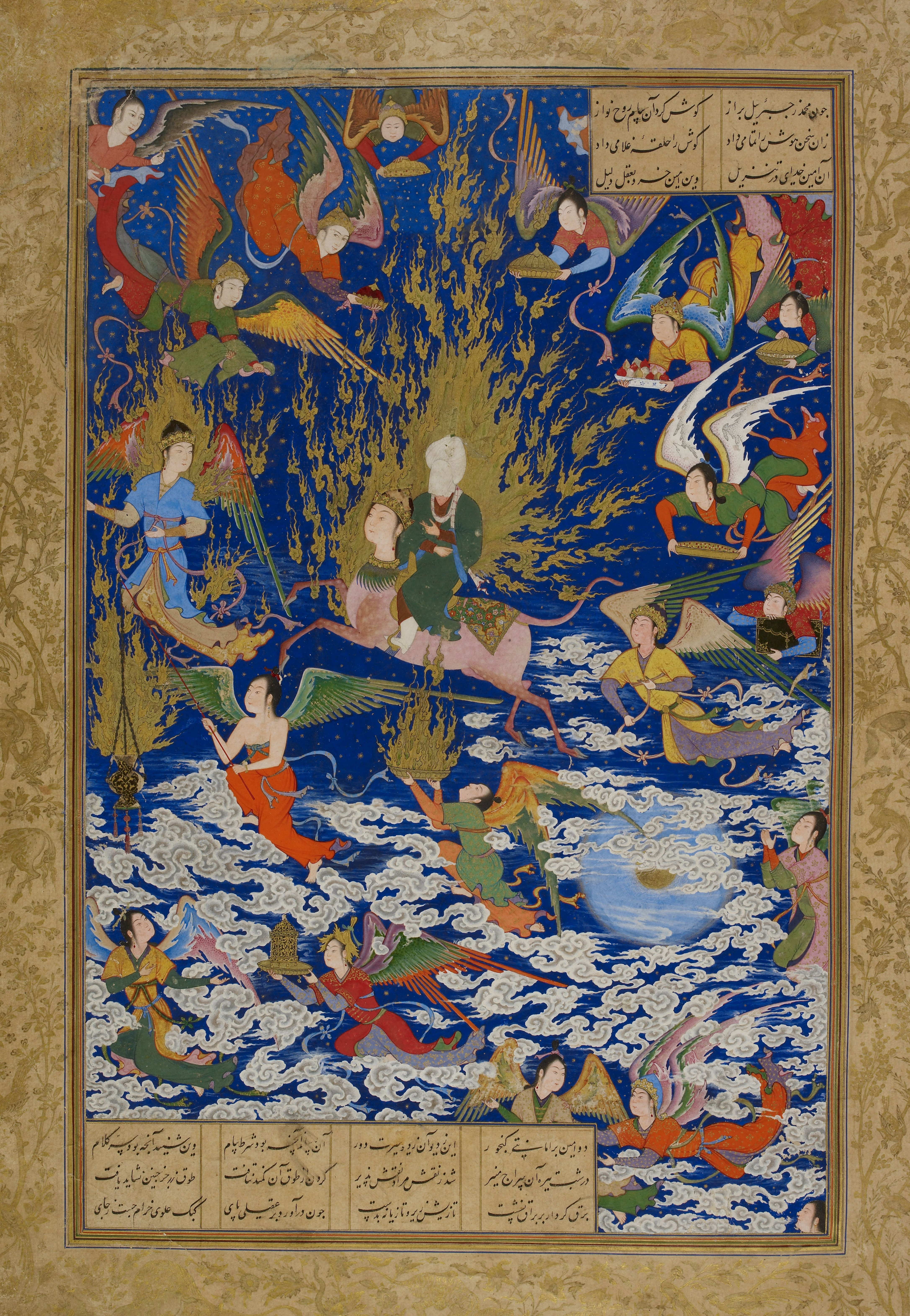
Mi'raj por Sultan Muhammad

A mitologia islâmica é o conjunto de mitos associados ao Islã e ao Alcorão. O islamismo é uma religião que se preocupa mais com a ordem social e a lei do que com rituais ou mitos religiosos. O Oxford Companion to World Mythology identifica uma série de narrativas tradicionais como "mitos islâmicos". Estes incluem um mito da criação e uma visão da vida após a morte, que o Islã compartilha com as outras religiões abraâmicas, bem como a história distintamente islâmica da Caaba.
A biografia tradicional do profeta islâmico Maomé, que desempenha um papel central nos ensinamentos islâmicos e é geralmente reconhecida como sendo de natureza amplamente histórica, e o islamismo depende menos da mitologia do que do judaísmo e do cristianismo. No entanto, a narrativa canônica inclui dois eventos sobrenaturais principais: a revelação divina do Alcorão e do Isra e Miraj - a jornada noturna para Jerusalém seguida pela ascensão ao Sétimo Céu. Além disso, as escrituras islâmicas contêm várias narrativas lendárias sobre personagens bíblicos, que divergem das tradições judaica e cristã em alguns detalhes.

## Religião e mitologia
O debate da religião em termos de mitologia é um tema controverso. A palavra "mito" é comumente usada com conotações de falsidade, refletindo um legado do uso depreciativo cristão primitivo da palavra grega mythos no sentido de "fábula, ficção, mentira" para se referir à mitologia clássica. No entanto, a palavra também é usada com outros significados no discurso acadêmico. Pode referir-se a "uma história que serve para definir a visão de mundo fundamental de uma cultura" ou a histórias que uma determinada cultura considera verdadeiras (em oposição a fábulas, que reconhece como fictícias).

## Histórias bíblicas no Alcorão
O Alcorão possui muitas narrativas bíblicas (Bíblia Cristã). Figuras centrais, como Moisés (Musa), Abraão (Ibraim), José (Yūsuf), Maria (Mariã)  e Jesus (Issa), reaparecem em todo o Alcorão. No entanto, em contraste com as narrativas bíblicas (cristã), o Alcorão fornece apenas um resumo de uma determinada história, e entra no ponto religioso-moral, bastante disperso pelo Alcorão, em vez de oferecer tais narrações em ordem cronológica. Detalhes mais extensos sobre as histórias incorporadas pelo Alcorão foram retirados de fontes extra-islâmicas (Isra'iliyyat). Aludindo que tais histórias eram de origem judaica, de fato, os israelenses também podem derivar de outras religiões, como o cristianismo ou o zoroastrismo. Muitos deles foram armazenados em Qisas Al-Anbiya (Histórias dos Profetas), mas também integrados na exegese corânica (Tafsir). Embora importante no início de Tafsir, estudiosos posteriores desencorajaram o uso de Isra'iliyyats. Além das narrações da Bíblia canônica, o Islã adaptou ainda mais os escritos apócrifos e midráshicos.

## Narrativa de criação

### Criação do mundo
No Alcorão, os céus e a terra foram unidos como uma "unidade de criação", após o que foram "separados". Após a separação de ambos, eles simultaneamente entraram em sua forma atual depois de passarem por uma fase em que eram como fumaça. O Alcorão afirma que o processo de criação levou 6 youm (يوم). No Alcorão, a palavra youm (muitas vezes traduzida como "era") significa dia.
De acordo com o mufassirs, O Islã reconhece três tipos diferentes de criação :
- Ex-nihilo no tempo : Uma posição especialmente mantida pela maioria dos estudiosos clássicos: Deus existia sozinho na eternidade, até o comando de Deus " Ser ", então o mundo veio à existência. Este mundo é absolutamente distinto de Deus. Assim, o mundo não foi criado a partir de Sua própria essência, nem Deus criou o mundo a partir de uma matéria primordial que precedeu a criação, mas criada por Seu puro comando, não limitado pelas leis da natureza.[17]
- Emanação : Encontrado especialmente entre estudiosos como Al-Farabi e Ibn Sina : Assim, o mundo foi criado do nada, mas não no tempo. O mundo era eterno, mas temporário em essência.[18]
- Criação a partir da matéria primordial : Mantida por estudiosos como Ibn Taimiyya : Deus formou o mundo inteiro a partir da matéria primordial, as águas e a fumaça.[19]

### Criação da humanidade
De acordo com a narrativa da criação do Alcorão, Deus informou os anjos, que ele iria criar um khalifa (vice-regente) na terra. O Significado de Khalifa  mantenha diferentes interpretações dentro da exegese Islâmica:
- Sucessor: Adão e seus descendentes substituem outra espécie, que anteriormente habitava e governava a terra. Assim, os gênios precederam a humanidade, mas Deus decidiu substituí-los, devido à sua malevolência. Então Deus enviou um exército de anjos para aniquilar o governo dos gênios. Iblis, o futuro diabo, desempenha um papel significativo nesta história, seja como o anjo, que liderou seu exército na batalha contra os gênios, após o que ele se recusou a reconhecer a dignidade de seus sucessores, ou como um dos poucos gênios piedosos, que foram poupados pelos anjos, mas se tornaram infiéis, opondo-se ao seu sucessor.[20][21][22]
- Representante: Adão e seus descendentes são considerados o representante de Deus. Portanto, os humanos são obrigados a manter a terra dada por Deus e devem espiritualizar os atributos de Deus, para governá-la e governá-la de acordo com a vontade de Deus.[23][24] O Adão celestial, que aprendeu os nomes de Deus, funciona como o protótipo de Al-Insān al-Kāmil (humano perfeito), que os humanos imperfeitos deveriam se esforçar para se tornar.

Adão é de acordo com o Islã, tanto o primeiro humano quanto o primeiro profeta. O Corão diz que ele e sua esposa moravam no Jardim do Éden . A contraparte corânica da queda do homem difere em alguns aspectos do Livro do Gênesis. O Alcorão não culpa as mulheres por seduzirem os homens,  uma vez que tanto Adão quanto sua esposa sem nome no Alcorão, comem da árvore proibida. Além disso, a árvore proibida não é identificada como Árvore do conhecimento do bem e do mal, mas como Árvore da Eternidade. O Alcorão não menciona a serpente como símbolo do diabo, mas apenas o próprio Satanás. Enquanto o Antigo Testamento amaldiçoa a terra pela transgressão de Adão, de acordo com o Alcorão, Deus declara a terra como uma morada para os humanos, mas não a amaldiçoa nem Adão está destinado a morrer por seu pecado, faltando assim a doutrina do original pecado, prevalecente na teologia cristã. A teologia islâmica dá uma atitude mais otimista em relação à queda da humanidade. Somente devido ao livre arbítrio, os humanos são capazes de produzir o bem. Assim, embora a desobediência de Adão tenha criado o mal, somente isso tornou possível criar o bem. As desobediências de Adão e sua esposa já foram perdoadas por Deus durante sua vida.
As tradições islâmicas são mais extensas, acrescentando mais detalhes à narrativa da criação do Corão. De acordo com uma narrativa comum, Deus ordenou aos Arcanjos que coletassem um punhado de terra da terra. Mas cada vez que um arcanjo se aproximava da terra, a terra buscava refúgio em Deus, para que não fosse distorcida. Todos os arcanjos voltaram de mãos vazias, exceto Azrael, que conseguiu porque buscou refúgio em Deus antes, por isso não voltará sem sucesso. Outra tradição comum, retratava o corpo de Adão deitado no chão por quarenta anos, quando Iblis ficou curioso com a nova criação. Depois de investigar o corpo sem vida, ele prometeu que, se obtiver autoridade sobre ele, ele o destruirá. Em outra tradição, não é Azrael, mas Iblis, incluído entre os arcanjos, que conseguiu coletar solo da terra, assim ele mais tarde se recusou a se prostrar diante de cuja formação ele apenas observou.
Há uma extensa discussão entre os exegetas (muffasirun) sobre a criação de Eva conforme descrito nas fontes fundamentais - Alcorão e Hadith. O versículo um da Surata an-Nisa diz: "Ó povo! Esteja atento ao seu Senhor que o criou de uma única alma (nafsin wahida) e criou a partir dela, sua companheira (zawjaha). . ." A maioria dos exegetas muçulmanos interpretaram este versículo como sugerindo que Eva (zawjaha) é a criação secundária trazida de Adão (nafsin wahida). A Dra. Karen Bauer argumenta que, uma vez que a natureza e a maneira da criação de Eva no Alcorão permanecem obscuras, os exegetas não tiveram outra opção senão ler o texto do Corão usando relatos bíblicos, para-bíblicos e mitos mais antigos. É inegável que o primeiro cônjuge, de acordo com a narrativa do Alcorão, foi criado a partir de (min) e para o homem (lahu) (Q. 7:189), mas o significado de (min ) não é claro. Os exegetas entenderam isso de duas maneiras principais: primeiro, a partir da "costela torta" e segundo, "do mesmo tipo (substância)" Vale ressaltar que a Bíblia apresenta os dois relatos - do mesmo tipo (Gênesis 1:26 -7) e da costela (Gênesis 2:20-4) (109). Muqatil b. Sulayman (d. 150/767), um dos primeiros intérpretes do Alcorão diz que Eva foi criada da costela de Adão e isso se reflete em seu nome - Eva (Hawwa), da palavra ser vivo (hayy). Outro exegeta inicial, Hud b. Muhakkam al-Hawwari (d. 3º/9º século) também apresenta a mesma leitura referindo-se a al-Hasan al-Basri que relatou do Profeta Muhammad que "de fato, a mulher foi criada a partir de uma costela, e se você deseja endireitá-la você a quebra." Muitos exegetas tradicionalistas como abari, ibne Abi Hatim Arrazi, Maibudi, etc. citaram essas opiniões. Mas outros como Abu Jafar Maomé Albaquir e ibne Bar argumentam que Eva foi criada "do mesmo tipo". No período moderno, a criação de Eva continua a ser intensamente debatida. O estudioso paquistanês do Alcorão, Dr. Israr Ahmed (m. 2010) era da opinião de que com os avanços em nosso conhecimento devido à ciência moderna, a noção da criação de Eva da costela de Adão é contra a observação e a razão humanas. Ele acredita que o hadith da "costela torta" está usando uma metáfora para enfatizar a natureza psicológica das mulheres. O Dr. Israr, na evolução do reino animal de um ser unicelular como uma ameba, vê uma clara indicação de que a criação foi gerada a partir do primeiro ser unicelular no qual a característica do sexo biológico não existia. Outro estudioso do sul da Ásia, Javed Ahmed Ghamidi, vê o hadith como uma metáfora e argumenta que Eva foi criada do mesmo sexo biológico de Adão.
As tradições islâmicas usam figuras semelhantes à narrativa bíblica. A esposa de Adão é comumente chamada de Hawa, e a serpente reaparece junto com um pavão como dois animais, que ajudaram Iblis a entrar na morada de Adão. Muitos negaram que o Jardim em que Adão morava com sua esposa fosse idêntico ao Paraíso na vida após a morte. Eles viviam em condições paradisíacas antes de sua queda, enquanto depois de sua queda, eles precisam trabalhar para sobreviver. Ao contrário da mitologia cristã, no pensamento islâmico, eles não simplesmente saíram do paraíso, mas caíram dele. Hawa foi punido com parto, menstruação e estupidez, enquanto Adão ficou careca e a serpente perdeu as pernas.
Em relação à criação do Profeta Maomé, o Islã desenvolveu a crença na pré-existência de Maomé. Isso postula que Deus criou a natureza espiritual de Muhammad antes de Deus criar o universo ou Adão. Seguindo essa crença, Muhammad foi o primeiro profeta criado, mas o último enviado à humanidade. Quando Adão andou no céu, uma vez ele leu a Shahada inscrita no Trono de Deus, uma crença atestada por Al-Bayhaqi, que a atribui a Umar. Em uma versão xiita, a inscrição também menciona Ali.

## Criaturas espirituais
No Alcorão, o fogo (nar) compõe a substância básica para entidades espirituais, em contraste com os humanos criados a partir de barro (estanho). As tradições islâmicas declaram com mais precisão como as diferentes criaturas espirituais foram criadas. A mitologia islâmica geralmente reconhece três tipos diferentes de entidades espirituais: 

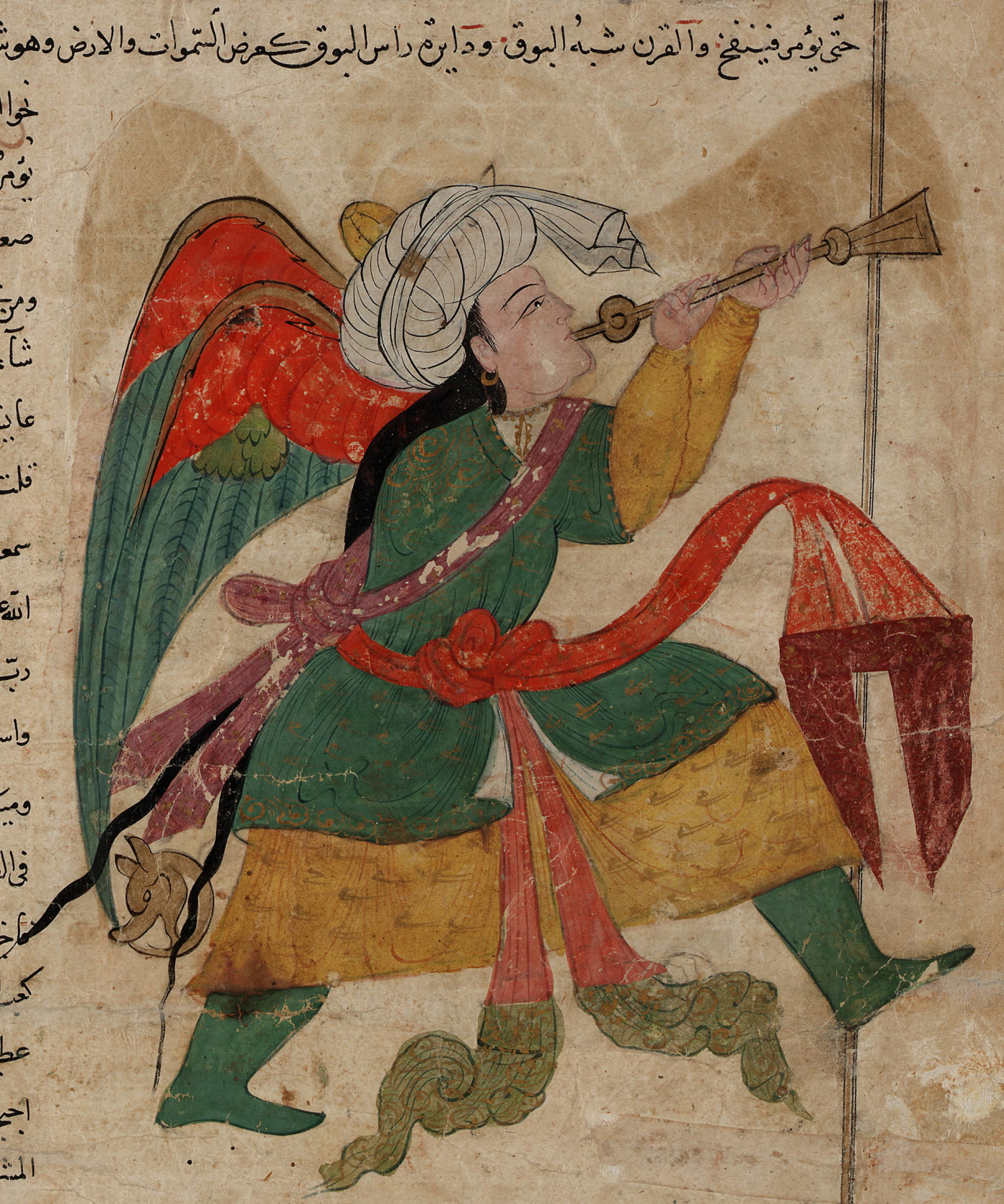
Desenho islâmico de um anjo soprando um chifre, provavelmente Israfil

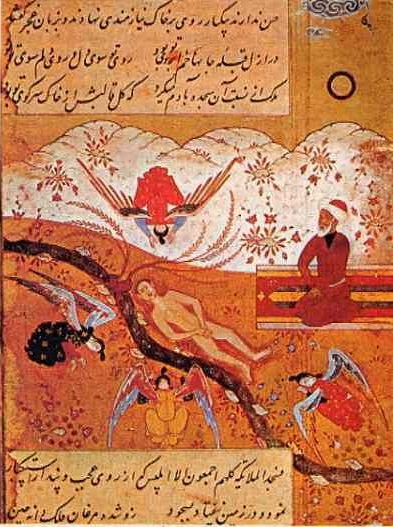
Representação de Iblis com turbante, recusando-se a prostrar

- Anjos, criados da luz (nur) ou do fogo (nar): [43] as hostes celestiais e servos de Deus. Eminentes entre eles estão os quatro Arcanjos (Jibra'il, Mika'il, Azra'il e Israfil), Kiraman Katibin, que registra as boas e más ações de uma pessoa, Maalik, que guarda o Fogo do Inferno, Munkar e Nakir, dois anjos questionando o mortos e Harut e Marut, dois anjos instruídos a testar a humanidade ensinando o conhecimento da magia.
- Jinn, criado a partir de uma mistura de fogo e ar ou fogo sem fumaça (marigin min nar):[44][45] criaturas moralmente ambivalentes, podem se converter ao Islã e estão sujeitas à salvação ou condenação. Jann é geralmente percebido como um ancestral dos gênios.
- Shayatin, criado a partir de fumaça ou fogo (Samūm):[46] comparável aos demônios ou diabos cristãos, geralmente considerados descendentes de Iblis, que é o chefe de shayatin. Eles tentam os humanos (e gênios) ao pecado. No folclore islâmico, Ifrit e Marid são geralmente duas classes poderosas de shayatin.

Outros seres proeminentes dentro das tradições mitológicas islâmicas são Buraq, Ghaddar, Hinn, Houris e Yajuj e Majuj (Gog e Magog). Mais tarde, entidades espirituais de outras culturas foram identificadas com quem do Alcorão e assimiladas à tradição islâmica, como Peri de persa -  Ghoul de árabe - e İye de origem turca .

## Lugares

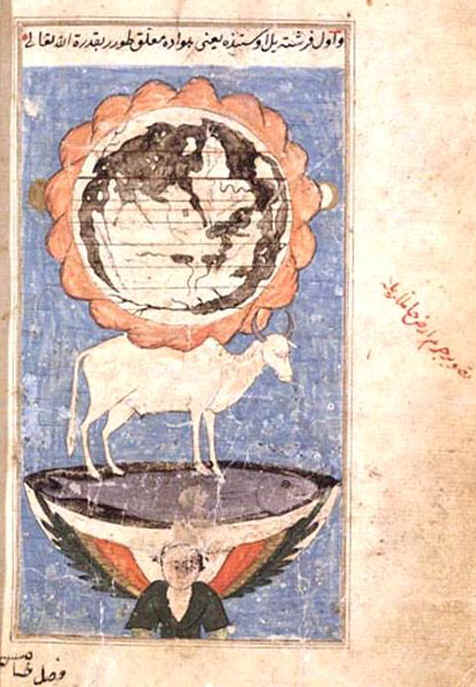
Mapa do mundo de acordo com Zakariya al-Qazwini. O mundo carregado por um peixe, um touro e um anjo

De acordo com idéias populares derivadas de crenças culturais durante o período islâmico clássico, a terra é plana, cercada por água, que é velada na escuridão, com o Monte Qaf na borda do mundo visível. Apesar de plana, não há vestígios de uma Terra em forma de disco nos tratados cosmológicos. A cúpula celestial termina em uma serpente do mundo ou dragão. Os estudos das obras de Suyuti geralmente dão a descrição do primeiro céu, consistindo de águas envolvendo a terra. O mundo é carregado por diferentes criaturas: um anjo, um touro e um peixe. Zakariya al-Qazwini identificou o touro e o peixe com os monstros bíblicos, Behemoth e Leviathan. Tanto o céu quanto o inferno coexistem com o mundo temporário. As sete camadas do inferno são identificadas com as sete terras. Sijjin é uma das camadas mais baixas do inferno, enquanto Illiyin é a camada mais alta do céu. O inferno é retratado com as imagens de mares de fogo, masmorras, arbustos espinhosos, a árvore de Zaqqum, mas também imenso frio no fundo, habitado por escorpiões, serpentes, zabaniyya e shayatin. As imagens céus são descritas com cores diferentes, mares de luz, a árvore do céu, habitada por anjos e huris, como um jardim com prados extensos e rios caudalosos. Os habitantes podem descansar em sofás enfeitados com seda e visitar os outros mortos, se assim o desejarem.
Os estudiosos do Islã sabiam que o mundo não era plano. A astronomia islâmica foi desenvolvida com base em uma terra esférica herdada da astronomia helenística. O arcabouço teórico islâmico baseou-se em grande parte nas contribuições fundamentais de Aristóteles (De caelo) e Ptolomeu (Almagest), ambos partindo da premissa de que a Terra era esférica e estava no centro do universo (modelo geocêntrico). \
O estudioso do século XI, Ibn Hazm, declara: "As evidências mostram que a Terra é uma esfera, mas as pessoas públicas dizem o contrário". Ele acrescentou: "Nenhum daqueles que merecem ser imãs para os muçulmanos negou que a Terra seja redonda. E não recebemos nada que indique uma negação, nem mesmo uma única palavra."
De acordo com a mitologia islâmica, Deus instruiu Adão a construir um edifício (chamado Kaaba) para ser a contrapartida terrena da Casa do Céu e que Ibrahim (Abraham) e Ismail (Ismael), depois a reconstruíram em suas fundações originais depois de serem destruídos no dilúvio de Nuh (Noé). Segundo outras opiniões, Ibrahim e Ismail foram os primeiros a construí-lo. Enquanto Ismail procurava uma pedra para marcar um canto, ele se encontrou com o anjo Jibrail (Gabriel). Jibrail deu a ele a Pedra Negra. De acordo com o hadith, a Pedra Negra é relatada como branca leitosa depois de ter descido do céu, mas ficou preta devido aos pecados das pessoas que a tocaram. Os muçulmanos não adoram a Pedra Negra (Caaba).
A Kaaba foi originalmente concebida como uma casa simbólica para oDeus único monoteísta. No entanto, de acordo com a mitologia islâmica, após a morte de Ibrahim, as pessoas começaram a encher a Caaba com "ídolos pagãos". Quando Muhammad conquistou Meca após seu exílio, ele removeu os ídolos da Caaba. O interior da Kaaba está agora vazio. Agora é um importante local de peregrinação, que todos os muçulmanos devem visitar pelo menos uma vez se puderem (Hajj). Os muçulmanos devem rezar cinco vezes por dia enquanto estão de frente para a Kaaba (qibla).

## Eventos
- Criação - um ato criativo de seis estágios por Deus
- Queda do homem - expulsão do céu
- Dilúvio e Arca de Noé (Nuh) - evento de inundação. Ao contrário do cristianismo, o dilúvio pode ser global ou local
- O Êxodo - História de Moisés deixando o Egito, após o que Deus revela Tawrat a ele no Monte Sinai bíblico
- Qiyamah - o Dia da Ressurreição; um elemento fundamental da escatologia islâmica que incorpora muito das tradições judaica e cristã.[68]

## No pensamento salafista
Começando como uma reação ao Iluminismo na Europa e à ameaça do colonialismo ocidental, o reformismo salafista buscou um modelo mais prático para "restaurar a ummah ", minimizando os aspectos místicos, cósmicos e mitológicos atribuídos ao Profeta Maomé, ao mesmo tempo em que enfatizava o social e papel político da sunnah .
Muitos adeptos da Irmandade Muçulmana rejeitam a maioria das narrativas mitológicas islâmicas tradicionais. Sayyid Qutb tentou quebrar a conexão entre Khidr e o Alcorão, eliminando sua identificação com o servo de Deus mencionado na Surata 18. Assim, os seguidores do pensamento Qutbist começaram a não mais perceber Khidr (e sua mitologia correspondente) como relacionado ao Islã. Os ensinamentos de Sulaiman Ashqar desaprovam muitos registros sobre o material tradicional sobre anjos, incluindo os estudiosos clássicos que os usaram, o que levou a uma marginalização do pensamento islâmico de anjos, incluindo nomes e histórias sobre sua origem.